# Helmut Schranz (Autor)

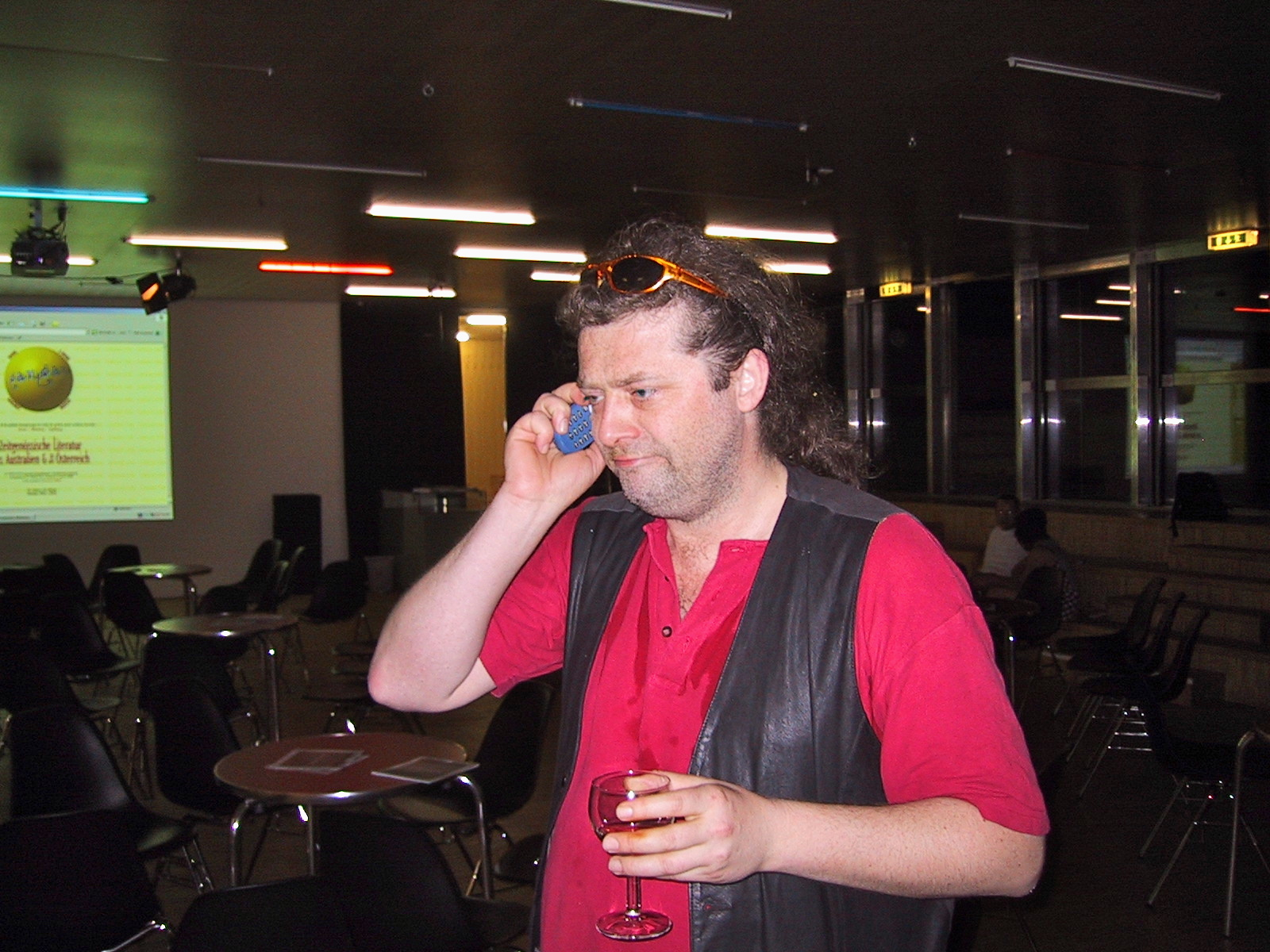
Der Autor im Literaturhaus Graz am Fest des Gangan Verlags (2004)

Helmut Schranz (* 12. Januar 1963 in Feldbach, Steiermark; † 6. September 2015 in Graz) war ein österreichischer Schriftsteller und Mitherausgeber der Literaturzeitschrift perspektive. Er lebte in Graz und Wien.

## Leben
Helmut Schranz studierte u. a. Germanistik in Graz. Seit 1988 war er Mitherausgeber der Literaturzeitschrift perspektive – hefte für zeitgenössische literatur. Seit 1991 leitete er deren Grazer Redaktion und organisierte die Lesereihe perspektive wortlaut. Helmut Schranz war Verfasser von experimentellen Prosatexten und Hörspielen.

## Preise und Stipendien
- 1993 Literaturförderungspreis der Stadt Graz
- 1996 Literaturstipendium des Landes Steiermark
- 2014 lime_lab Preis für Transdisziplinäre Hörspiel-Konzepte

## Werke

### Schriften
- Birnall suada. LyrikVulgoProsaTendenzMontage, Ritter Verlag: Klagenfurt Graz 2015 (in der Reihe „Ritter Literatur“)
- Birnall. es ist unter der haut, Ritter Verlag: Klagenfurt Graz Wien 2009 (in der Reihe „Ritter Literatur“)
- Schöner fehlen. stille exzesse, Verlag NN-fabrik: Oslip/Siegendorf (Burgenland/A) 1998 (in der Reihe „ISBN“)
- Absolut alles relativ unsonst zs. mit Christine Huber (Fotografien von Elmar Klocker), edition ch: Wien 1998
- Schundroman (Gemeinschaftsroman), edition kürbis: Wies (Steiermark / A) 1994, (12er-AutorInnenkollektiv: Cejpek, Freitag, Kreidl u. a.)
- Damals, vor Wort, edition gegensätze: Wien–Graz 1992 (zs. mit Dieter Sperl)

### Hörspiel
- Reden Sie auch manchmal über Dinge die es gibt, zs. mit Dieter Sperl (Erstsendung: ORF–Ö 1, 21. August 1997)

### Libretti
- MGV. männergesangs verein ein lokal ..., ein Ton/Text-Projekt, zs. mit dem Komponist Anselm Schaufler, Uraufführung am 11. März 2002 im Kulturzentrum bei den Minoriten, Graz
- Interjektionen, Text: zs. mit Christine Huber, Komposition: Christian Utz, Sprecher: Rainer Stelzig, Wien 30. April 1997 (UA)